# Luis Carlos Gasperin
Luiz Carlos Gasperin (Sarandi, 10 de maio de 1952 – Curitiba, 26 de janeiro de 2010) foi um futebolista brasileiro que atuava como goleiro. Foi bicampeão brasileiro pelo Internacional e campeão do Torneio dos Campeões em 1982 pelo America Football Club (RJ)
Morreu aos 57 anos de idade, devido as complicações de um câncer no intestino.

## Títulos
Esportivo
- Copa Governador do Estado: 1973

Internacional
- Campeonato Gaúcho: 1976, 1978
- Campeonato Brasileiro: 1976, 1979
- Torneio Viña del Mar: 1978

America-RJ
- Torneio dos Campeões: 1982
- Torneio Costa Dourada: 1983